# Аслам, Сардар Мохаммад
Сардар Мохаммад Аслам Багра (англ. Sardar Mohammad Aslam Baggra; 1910, Лайяллпур, Британская Индия — неизвестно) — индийский хоккеист на траве, защитник. Олимпийский чемпион 1932 года.

## Биография
Мохаммад Аслам родился в 1910 году в городе Лайяллпур в Британской Индии (сейчас Фейсалабад в Пакистане).
Учился в правительственном колледже в Лахоре, играл в хоккей на траве за его команду.
В 1932 году вошёл в состав сборной Индии по хоккею на траве на летних Олимпийских играх в Лос-Анджелесе и завоевал золотую медаль. Играл на позиции защитника, провёл 1 матч, мячей не забивал.
О дальнейшей жизни данных нет.